# Kati Wolf
Kati Wolf (Szentendre, 24 september 1974) is een Hongaarse zangeres.

## Eurovisiesongfestival
Op 9 maart 2011 werd Wolf verkozen om haar land te vertegenwoordigen op het Eurovisiesongfestival 2011 in Düsseldorf, Duitsland. Net zoals in 2009 werd de artiest intern gekozen. In 2010 nam Hongarije niet deel aan het Eurovisiesongfestival. Met het nummer What about my dreams bereikte ze via de eerste halve finale de eindstrijd. In de finale eindigde ze op de 22e plaats.

## Discografie

### Singles
| Single met hitnotering(en) in de Vlaamse Ultratop 50 | Datum van verschijnen | Datum van binnenkomst | Hoogste positie | Aantal weken | Opmerkingen |
| ---------------------------------------------------- | --------------------- | --------------------- | --------------- | ------------ | ----------- |
| What about my dreams?                                | 2011                  | 21-05-2011            | tip45*          |              |             |

1994: Friderika Bayer · 
1995: Csaba Szigeti · 
1997: VIP · 
1998: Charlie · 
2005: NOX · 
2007: Magdi Rúzsa · 
2008: Csézy · 
2009: Zoli Ádok · 
2011: Kati Wolf · 
2012: Compact Disco · 
2013: ByeAlex · 
2014: András Kállay-Saunders · 
2015: Boggie · 
2016: Freddie · 
2017: Joci Pápai · 
2018: AWS · 
2019: Joci Pápai